# Can Palahí
Can Palahí o Can Ribot és una masia fortificada de Girona inclosa a l'Inventari del Patrimoni Arquitectònic de Catalunya.

## Descripció
És un edifici de planta baixa i dos pisos, cobert amb teulat a dues aigües per casa, un dels tres cossos diferents del conjunt (de les èpoques diferents de construcció). Els cossos estan unificats. A un primer nucli se li afegiren dos més tardans. La cara nord està tota ella en un mateix pla de façana, on es veuen les ampliacions successives. La façana a migdia és esglaonada amb els tres cossos diferenciats. El cos de llevant té una porta de llinda planera, com la finestra del damunt, amb escut de lleó dempeus aguantant una clau amb flor de llis, al damunt de la porta. L'ampliació que la segueix, obertures iguals que les d'abans, però amb escut d'àngel amb les ales extenses sostenint un escut de dues zones: flor de llis i tres rodes. Tota aquesta cantonada és de pedra polida. El darrer cos, de ponent, és del segle xix, amb obertures de llinda planera i compostes verticalment. Entre els dos primers cossos i al segon pis s'ha arranjat un balcó de llosana de formigó vist.

## Història
La data de la llinda de la façana nord "[?]684" no esclareix la seva cronologia.